# Zitterklapfengruppe

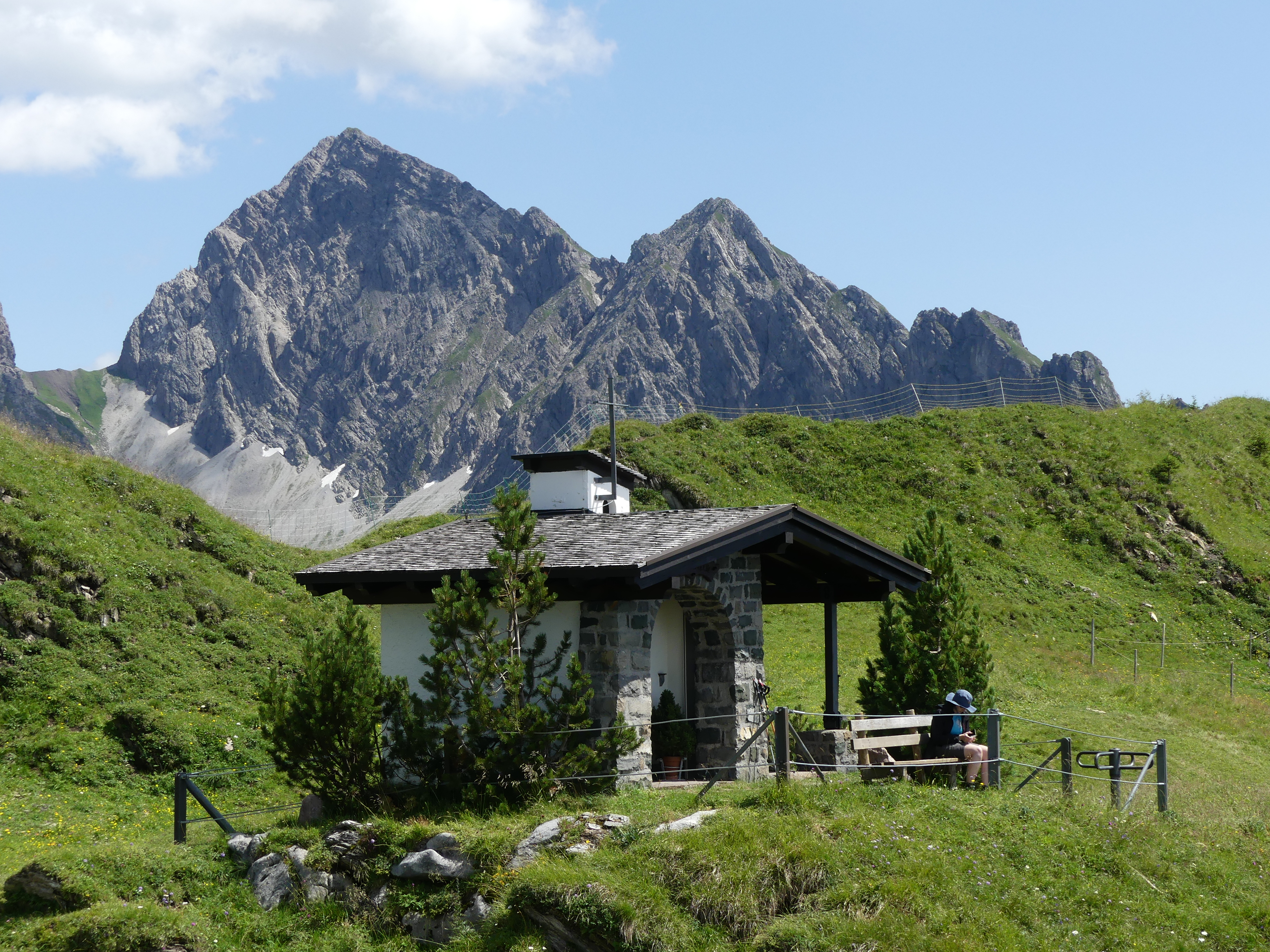
Hubertuskapelle in Fontanella, hinten die Zitterklapfen

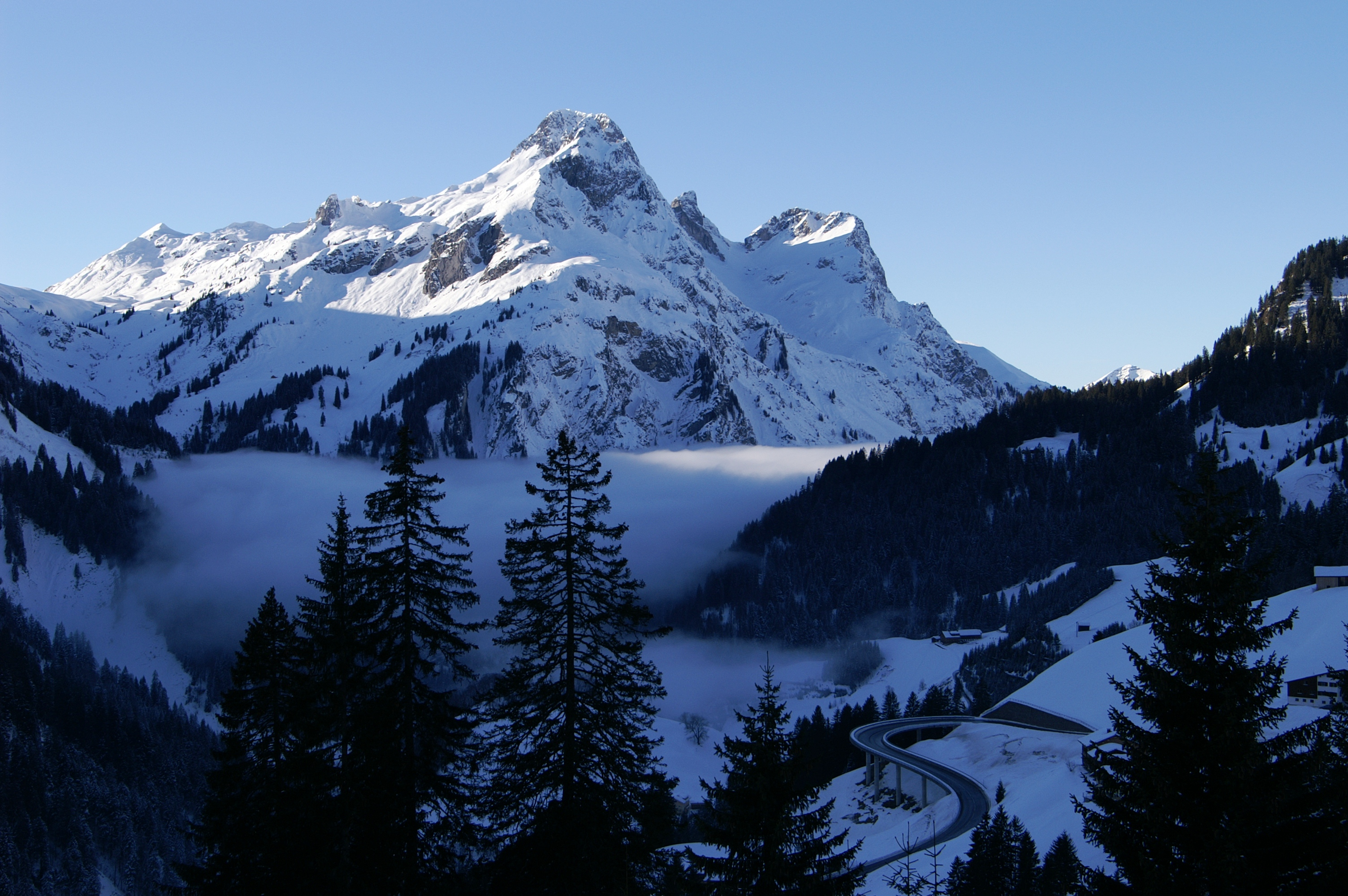
Hochkünzelspitze

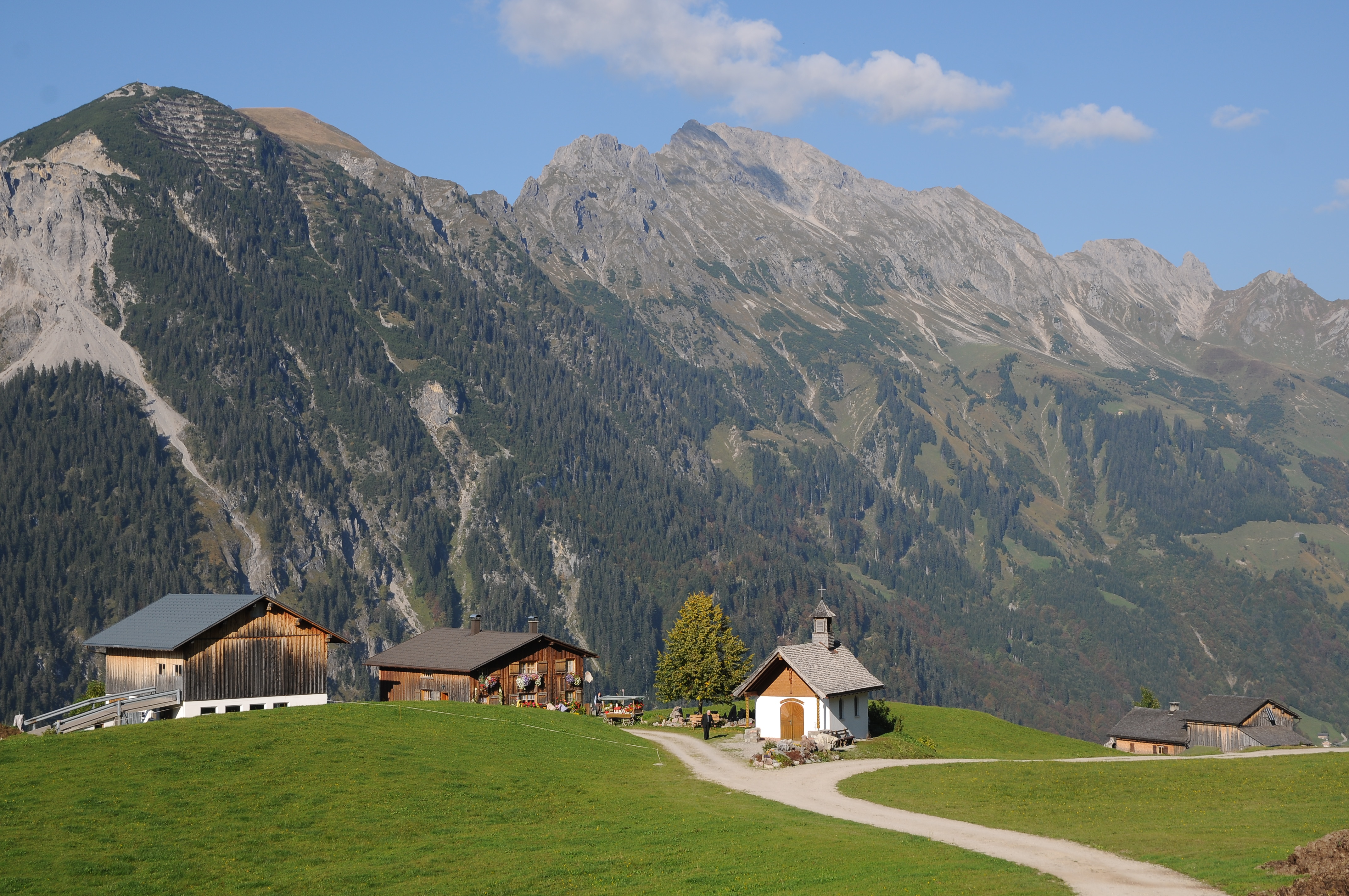
Blasenka, Hochschere und Zitterklapfen (Bildmitte), vom Großen Walsertal aus

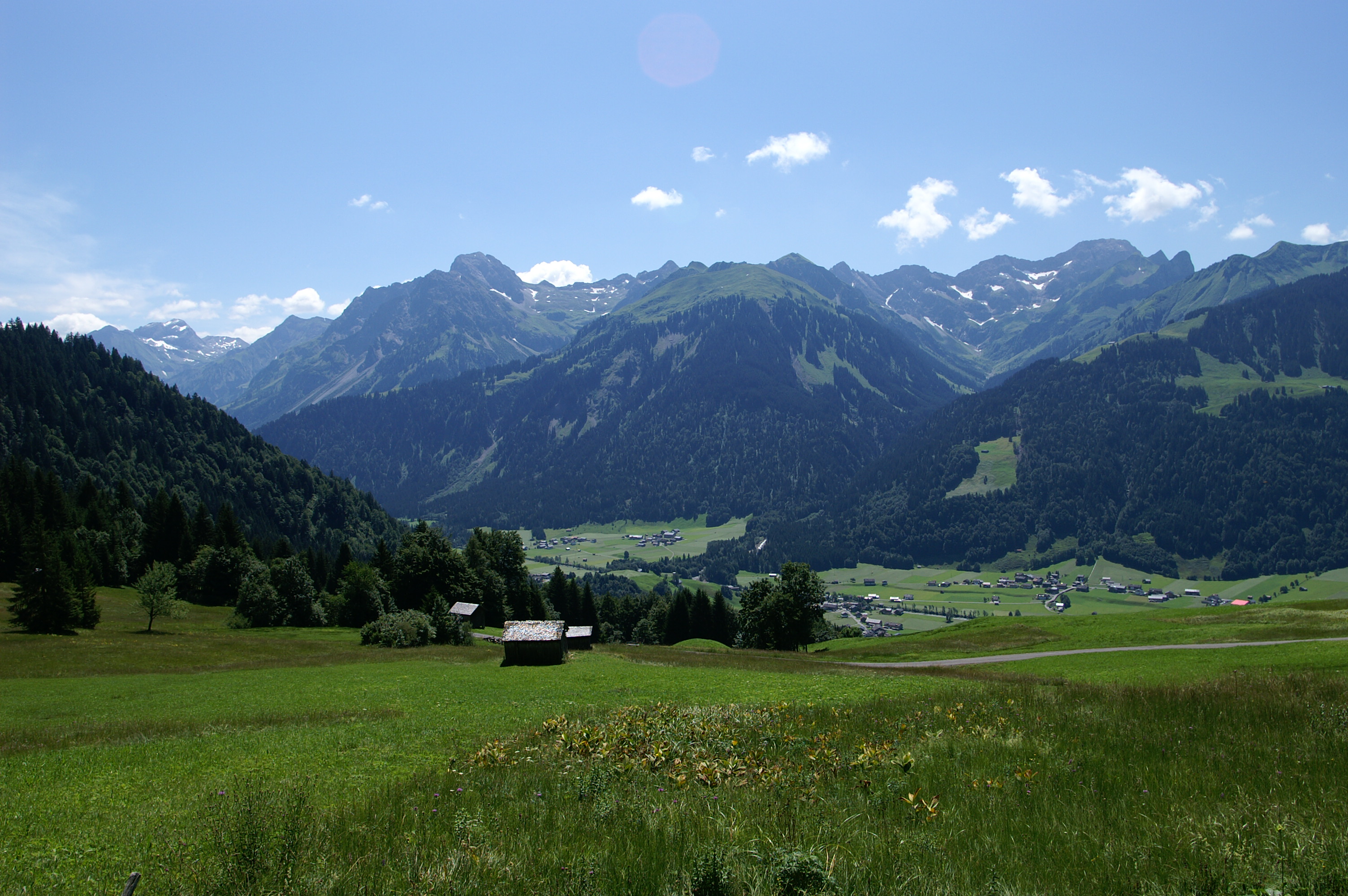
Zitterklapfengruppe vom Bregenzerwald aus

Die Zitterklapfengruppe ist eine Untergruppe des Lechquellengebirges nach der Gliederung der SOIUSA und eine von 14 Untergruppen nach der Alpenvereinseinteilung der Ostalpen (AVE).

## Einordnung
Die Zitterklapfengruppe ist der nördlichste Teil des Lechquellengebirges. Das Lechquellengebirge wiederum ist in der AVE eine von 27 Gruppen der Nördlichen Ostalpen (Nr. 3a), in der SOIUSA einen von sechs Unterabschnitten der Nordtiroler Kalkalpen, die dort ihrerseits ein Abschnitt der Nördlichen Ostalpen sind. Die SOIUSA gliedert die Zitterklapfengruppe in die Sektoren Hochkünzelgrat, Zitterklapfenkamm und Blasenka-Zaferhorn-Kamm.
| Einordnung nach SOIUSA | Einordnung nach SOIUSA | Einordnung nach SOIUSA                     |
| ---------------------- | ---------------------- | ------------------------------------------ |
| Teil                   | II                     | Ostalpen                                   |
| Sektor                 | II/B                   | Nördliche Ostalpen                         |
| Abschnitt              | II/B-21                | Nordtiroler Kalkalpen                      |
| Unterabschnitt         | II/B-21.II             | Lechquellengebirge                         |
| Obergruppe             | II/B-21.II-A           | Spuller Schafberg-Rote Wand-Braunarl-Kette |
| Gruppe                 | II/B-21.II-A.3         | Braunarl-Zitterklapfen-Kette               |
| Untergruppe            | II/B-21.II-A.3.c.      | Zitterklapfengruppe                        |
| Untergruppen-Sektor    | II/B-21.II-A.3.c/a     | Zitterklapfenkamm                          |
| Untergruppen-Sektor    | II/B-21.II-A.3.c/b     | Hochkünzelgrat                             |
| Untergruppen-Sektor    | II/B-21.II-A.3.c/c     | Blasenka-Zaferhorn-Kamm                    |

## Lage

### Politische Lage
Die Zitterklapfengruppe liegt zentral im österreichischen Bundesland Vorarlberg. Die Grenze zwischen den Bezirken Bregenz und Bludenz verläuft quer durch die Berggruppe. Im Bezirk Bregenz haben die Gemeinden Au und Schoppernau Anteile an der Berggruppe, im Bezirk Bludenz sind es die Gemeinden Fontanella und Sonntag. Mit Ausnahme von Au liegen die Ortskerne außerhalb der Berggruppe und auch Au liegt am Talboden. Der Ortskern von Damüls liegt ebenfalls knapp außerhalb.

### Regionale Lage, Täler und Gewässer
Die Zitterklapfengruppe liegt nicht im Einzugsgebiet des Lechs und auch nicht im Hochtannberggebiet. Die Nordseite liegt im Bregenzerwald, die Südseite im hinteren Großen Walsertal.
Die Nordwestseite wird vom Damülser Tal gebildet, einem Seitental im Hinteren Bregenzerwald, die Nordostseite von der Bregenzer Ach. Zahlreiche Alpen werden vom Bregenzerwald aus bewirtschaftet. Die Bregenzerwälder Seite ist stark gegliedert durch Bäche, Tobel und Seitentäler.
Der Schandtobelbach bildet die Grenze im Osten und führt zum Schadonapass, hier befindet sich die Biberacher Hütte. Der Sennauerbach gilt als Grenze des Hochkünzelgrats zum Rest der Berggruppe, er entspringt nördlich des Glattjöchls. Der Dürrenbach, der in Au in die Bregenzer Ach mündet, bildet das Dürrenbachtal und entspringt nördlich des Zitterklapfengrats zwischen dem Kilkaschrofen und den Zitterklapfen. Ein weiterer Dürrenbach mündet bei Mellau in die Bregenzer Ach und hat mit der Zitterklapfengruppe nichts zu tun.
Das Äfintobel mit dem gleichnamigen Gewässer ist ein Seitental des Damülser Tals mit dem Argenbach. Es gilt als Grenze zum Blasenka-Zaferhorn-Kamm.
Die südliche Seite ist weniger stark gegliedert, der Pragimelbach und der Seebergbach (Seewaldtobel) bilden größere Tobel.

### Umgrenzung
Die Umgrenzung der Zitterklapfengruppe verläuft im Uhrzeigersinn von Norden entlang der Linie Bregenzer Ach – Schandelstobelbach – Schadonapass – Plattenbach – Lutz – Seebergbach – Faschinabach – Faschinajoch – Brägatzbach – Argenbach – Bregenzer Ach.

### Umliegende Berggruppen
Umliegende Berggruppen im Sinne von Untergruppen nach SOIUSA sind Glatthorngruppe, Damülser Berge, Mittagsfluh, Nordwestliche Walsertaler Berge, Südöstliche Walsertaler Berge, Braunarlgruppe, Johannesgruppe und Rote Wand-Gruppe. Bei letzterer grenzt der Stafelvedergrat an die Zitterklapfengruppe.
| Damülser Berge   | Mittagsfluh    | Nordwestliche Walsertaler Berge |
| Glatthorngruppe  |                | Südöstliche Walsertaler Berge   |
| Rote Wand-Gruppe | Johannesgruppe | Braunarlgruppe                  |

## Geologie
Das Gebiet liegt an der Grenze zwischen den Nördlichen Kalkalpen und der Flyschzone. Die Kalkalpen sind Gesteine der Lechtaldecke, die durch schmale Bänder der Arosazone durchbrochen werden. Nördlich sind Gesteinseinheiten des Penninikums (Flyschzone), welche vorwiegend von Kalksandsteinen der Hällritzer-Formation gebildet werden. Der Künzelgrat wird von Hauptdolomit und anderen Gesteinen aufgebaut und ist sehr verwitterungsanfällig. Daher sind große Hangschutthalden entstanden, die Riesen genannt werden. Auch der Hauptgrat der Zitterklapfengruppe wird vorwiegend von Hauptdolomit aufgebaut.

## Bedeutende Berge
Zahlreiche Gipfel sind über 2000 m hoch und häufig schroff felsig. Bekannte
Berge sind:
- Zitterklapfen mit dem Hauptgipfel Glattecker (2403 m)
- Nägelefluhkopf (2314 m)
- Seeleschrofen (2247 m)
- Kilkaschrofen (2262 m)
- Ruchenwannekopf (2179 m)
- Schöneberg (2282 m)
- Glattjöchlspitze (2106 m)
- Hochkünzelspitze (2397 m)
- Wasserkluppe (2081 m)
- Toblermann (2010 m)
- Grünes Grashorn (2201 m)
- Annalper Stecken (2124 m)
- Hochscherekopf (2247 m)
- Blasenka (2109 m)
- Zafernhorn (2107 m)

## Bedeutende Pässe und Sättel
Öffentlich befahrbare Straßen gibt es nur am Rand der Berggruppe. Bekannte Pässe und Bergsättel sind:
- Faschinajoch: Einzige Straßenverbindung zwischen dem Großen Walsertal und dem Bregenzerwald
- Schadonapass: Güterweg zur Schadonaalpe
- Furklajoch: Güterweg zur Zafernalpe
- Glattjöchl: Wanderweg[6]
- Töbelejoch: Wanderweg

## Natur und Naturschutz
Die Zitterklapfengruppe ist beinahe unbewohnt und kaum erschlossen. Nur der Ortskern von Au und der Sonntager Ortsteil Buchboden, der hintersten Siedlung im Großen Walsertal, liegen im Gebiet der Zitterklapfengruppe. Der maximale Höhenunterschied von den Zitterklapfen bis zur Mündung des Argenbachs beträgt 1620 m, dementsprechend vielfältig ist die Natur durch die verschiedenen Höhenzonen. Ein besonders schöner See ist der Seewaldsee, er wurde 2020 für 9 Plätze – 9 Schätze nominiert.
Bereits 2010 wurde beobachtet, dass die Region von Steinböcken aus der Steinwildkolonie Braunarl-Rote Wand besiedelt wird.

### Schutzgebiete
Die Südseite gehört zum UNESCO-Biosphärenpark Großes Walsertal. Darin enthalten ist das Europaschutzgebiet Unter-Überlut. Auf der Nordwestseite ist eine große Wildruhezone vom 1. November bis zum 30. April. Es gilt ein Wegegebot und Skitourengeher müssen sich an die vorgegebenen Routen halten, beispielsweise auf das Zafernhorn nur über das Zafernmaisäß von Südosten her.

### Biotope
Zahlreiche schützenswerte und ausgewiesene Biotope sind im gesamten Gebiet vorhanden. Die folgenden Listen sind nur eine Auswahl.
Großraumbiotope:
- Großraumbiotop Schiedlenalpe mit 162,5 ha
- Großraumbiotop Kirschwald - Vd. Gurga - Giretobel mit 245,16 ha
- Großraumbiotop Blasenka-Südhang in Sonntag mit 173,59

Tobel-, Hang- und Schluchtwälder:
- Waldgebiet südlich Argenzipfel mit 228,83 ha
- Argenbach und Eventobel mit 90,9 ha
- Bregetzbach und Eventobel mit 72,92 ha
- Dürrenbach mit 69,43
- Wald im Schandelstobel mit 16,46 ha

Moore:
- Moore an der Südseite des Giglturms
- Moore östlich der Biberacher Hütte - Schadonaalpe
- Moor bei der Zafera-Alpe[7]

## Land- und Forstwirtschaft
In der Zitterklapfengruppe befinden sich auf der Bregenzerwälder Seite und im Großen Walsertal zahlreiche Alpen, die bewirtschaftet werden. Die forstwirtschaftliche Bedeutung ist eher gering.

## Freizeit
Die Berggruppe ist ein beliebtes Wander-, Bergsteiger- und Klettergebiet, im Winter ein beliebtes Skitourengebiet. Die Bergkristallhütte liegt auf 1.250 m Höhe im Dürrenbachtal. Die Biberacher Hütte liegt am Schadonapass. Es gibt mehrere ausgewiesene Mountainbike-Routen, beispielsweise ins Dürrenbachtal. Schigebiete, Personen-Seilbahnen oder Sessellifte gibt es nicht. Es wird auf sanften Tourismus gesetzt.